# Alessandro Carbonare
Alessandro Carbonare (Desenzano del Garda, 3 settembre 1967) è un clarinettista italiano.
Primo clarinetto dell'Orchestra dell'Accademia Nazionale di Santa Cecilia dal 2003, ha vissuto per 15 anni in Francia, dove ha occupato il posto di primo clarinetto solista dell'Orchestre National de France.

## Carriera
Primo clarinetto dell'Orchestra dell'Accademia Nazionale di S.Cecilia dal 
2003, Alessandro Carbonare ha vissuto a Parigi, dove per 15 anni ha occupato 
il posto di primo clarinetto solista all'Orchestre National de France. 
Sempre nel ruolo di primo clarinetto, ha avuto importanti collaborazioni anche con i Berliner Philharmoniker, la Chicago Symphony e la Filarmonica di New York.
Si è imposto nei più importanti concorsi internazionali: Ginevra, Praga, 
Tolone, Monaco di Baviera e Parigi. Dal suo debutto con l'Orchestra 
della Suisse Romande di Ginevra, Alessandro Carbonare si è esibito, come solista tra le altre, con l'Orchestra Nazionale di Spagna, la Filarmonica di Oslo, 
l'Orchestra della Radio Bavarese di Monaco, l'Orchestre National de France, 
la Wien Sinfonietta, l'Orchestra della Radio di Berlino, la Tokyo 
Metropolitan Orchestra e con tutte le più importanti orchestre italiane.
Ha registrato gran parte del repertorio per Harmonia Mundi e JVC Victor dando anche grande impulso anche alla nuova musica per clarinetto, commissionando nuovi concerti a Ivan Fedele, Salvatore Sciarrino, Luis de Pablo e Claude Bolling.
Appassionato cultore della musica da camera è da sempre membro del Quintetto Bibiena e collabora regolarmente con eminenti artisti ed amici come Mario Brunello, Marco Rizzi, Pinkas Zukerman, Alexander Lonquich, Emmanuel Pahud, Andrea Lucchesini, Wolfram Christ, Il Trio di Parma, Enrico Dindo, Massimo Quarta, Luis Sclavis, Paquito D'Riveira e molti altri.
Da sempre attratto non solo dalla musica “ classica”, si escibisce anche in programmi jazz e Klezmer. Importanti le collaborazioni con Paquito D'Riveira, Enrico Pieranunzi e Stefano Bollani.
«Guest Professor» in alcuni tra i più importanti Conservatori di tutto il mondo (Royal College di Londra, Juillard School di New York, Conservatorio Superiore di Parigi, School of Arts di Tokyo..) ha fatto parte delle giurie di tutti i più importanti concorsi internazionali per il suo strumento (Ginevra, Monaco di Baviera, Praga, Pechino, il «K.Nielsen» in Danimarca ed il «B. Crusell» in Finlandia).
Su personale invito di Claudio Abbado, Alessandro Carbonare ha accettato il 
ruolo di primo clarinetto nell'Orchestra del Festival di Lucerna e nell'Orchestra Mozart con la quale, sempre sotto la direzione del M° Abbado, ha registrato per Deutsche Grammophon il concerto K622 al clarinetto di bassetto, lavoro che ha vinto il Grammy Award 2013
Il suo impegno sociale lo vede presente a sostenere progetti che possano contribuire al miglioramento della società attraverso l'educazione musicale, ha infatti assistito Claudio Abbado nel progetto sociale dell'Orchestra Simon Bolivar e delle orchestre infantili del Venezuela.
Grande successo ha ottenuto il cd per Decca: "the Art of the Clarinet" ed il canale satellitare SKY-CLASSICA gli ha dedicato un ritratto per la serie «I Notevoli». 
È professore di clarinetto all'Accademia Chigiana di Siena